# Astronomisk navigation

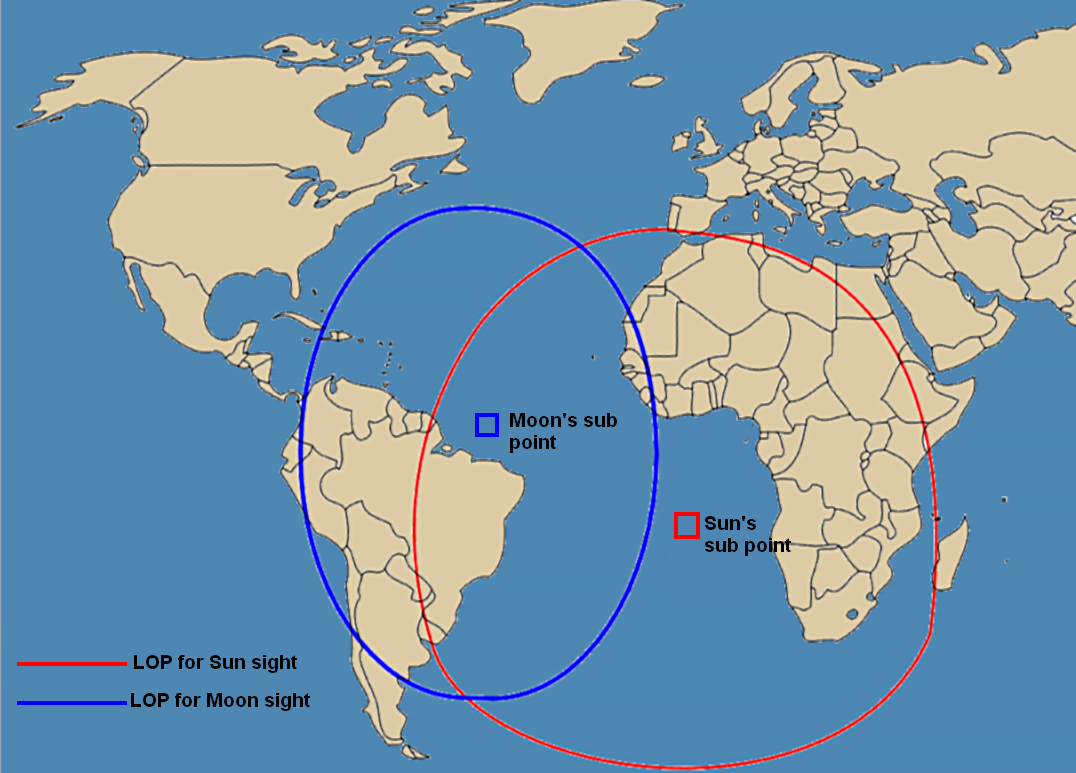
Den röda cirkeln motsvarar positioner där solen befinner sig på samma höjd över horisonten medan den blå cirkeln avser samma sak för månen. En av de två positionerna där cirklarna möts är där observatören står.

Astronomisk navigation är en navigationsteknik som består i att avgöra sin position med hjälp av observationer av astronomiska objekt och mätningar av deras höjd (vinkeln mellan objektet och horisonten). Tekniken utvecklades främst av sjöfarare för att kunna bestämma positioner på de enformiga oceanerna där land var utom sikte. Solen är det vanligaste objektet som används, men även månen, planeterna och 57 särskilda navigationsstjärnor kan användas av en skicklig navigatör.
Vid varje given tid befinner sig ett astronomiskt objekt, till exempel månen, rakt ovanför en särskid geografisk punkt på jorden. Denna punkt bestäms genom att konsultera tabeller i en för ändamålet konstruerad almanacka. Den uppmätta vinkeln mellan objektet och horisonten är direkt relaterad till avståndet mellan punkten och observatören och denna mätning används för att definiera en cirkel på jordens yta där vinkeln är så stor som uppmätts. Med hjälp av en mätning mot ytterligare ett objekt, eller med verktyg som en klocka och en kompass, kan sedan den exakta positionen på denna cirkel avgöras.
På havet finner man lätt en god horisont, utom vid hög sjö eller då det är mörkt. På land syns horisonten inte överallt, därför har olika metoder arbetats fram för att skapa en konstgjord horisont. En metod för att göra detta är bruk av ett kar med kvicksilver som fungerar som en vågrät spegel och därmed kan användas som horisont. Då man vill använda stjärnorna för navigation måste det vara tillräckligt mörkt för att de skall synas, men inte så mörkt att man inte ser horisonten.
Idag är det få som använder dessa gamla metoder på grund av de nya elektroniska hjälpmedel som GPS vilka är betydligt noggrannare. Dock lärs astronomisk navigation fortfarande ut vid sjöbefälsutbildningar och många fritidsseglare har tagit till sig metoden som hobby.